# 山邊町
山邊町（日语：／ Yamanobe machi */?）是位於日本山形縣西南部的町。東邊與縣廳所在地山形市接壤，當地人口則多集中在左澤線的羽前山邊站周圍。山邊町在古時以染色與紡織而聞名，現今當地在對外通勤與就學方面相當依賴山形市。

## 地理
山邊町境內約51.5%的面積被森林覆蓋，13.8%的土地為農業用地。西南部坐落著出羽丘陵的白鷹山、西黑森山與東黑森山，西部則是鳥海山。東部地區為海拔100至250公尺的平坦地帶，發源於白鷹山的小鶴澤川流經城鎮中心北部，摺鉢澤川、後明澤川則流經南部地區，境內的耕地多分佈在這些河流的沿岸地區。西部地區則是海拔250至650公尺的出羽丘陵，同樣發源自白鷹山的澤上川往北流經朝日町，並在西邊注入最上川。

### 氣候
當地在氣候上屬於日本海側氣候。根據統計，山邊町的年均溫為12.1℃，年均降雨量則是1206.7毫米。東部地區在冬季時的降雪量較少，西部地區則是積雪深度會超過1公尺的豪雪地帶，其平均氣溫也比東部地區低2℃。

## 歷史
山邊町自古便相當盛行染色產業，當時在山邊製作的綿織品被稱為「山邊木綿」，當地也以染色與紡織的城鎮而聞名。從江戶時代後期至明治時期，山邊町的染色技術發展成為當地的產業。

## 經濟
根據2020年的日本國勢調查顯示，山邊町的就業人口中有5.7%從事農業等第一級產業，並且生產稻米、蔬菜、花卉等農產品；29.4%的就業人口從事建設業、製造業等第二級產業，剩餘的62.4%則以從事批發零售等第三級產業為主。

## 交通
國道458號以南北方向通過境內，山形縣道18號（山形朝日線）與49號（山形山邊線）則以東西向穿越轄區內。鐵路方面，JR東日本的左澤線也以南北向通過山邊町，並在境內設置羽前山邊站。